# 瓦尔纳十字军
瓦爾納十字軍（英语：Crusade of Varna）是一次由多位歐洲君主發動的軍事行動，旨在阻止鄂圖曼帝國向中歐、特別是巴爾幹地區擴張。此次東征始於1443年1月1日，由教宗恩仁四世號召，領導者包括波蘭國王瓦迪斯瓦夫三世、特蘭西瓦尼亞總督匈雅提·亚诺什，以及勃艮第公爵好人菲利普。
此次十字軍東征以1444年11月10日的瓦爾納戰役告終，在这场战役中，鄂圖曼帝國取得決定性勝利，瓦迪斯瓦夫三世與教宗使節儒利安·切薩里尼战死沙场，十字军損失逾15,000人。这是欧洲国家最后一次向东方有组织地派遣十字军，其失败预示着奥斯曼帝国崛起的不可抵挡。瓦尔纳战役9年后，君士坦丁堡被突厥人攻破，东罗马帝国灭亡，奥斯曼帝国由此开启了长达200年对欧洲腹心的征伐。

## 背景
1428年，鄂圖曼帝國與威尼斯共和國及匈牙利王國交戰期間，為了達成一時的和平，將塞爾維亞專制公國設為緩衝國。戰爭於1430年結束後，鄂圖曼人再次將控制多瑙河以南地區作為主要目標。1432年，蘇丹穆拉德二世開始突襲特蘭西瓦尼亞。1437年，國王西吉斯蒙德去世後，鄂圖曼的軍事攻勢加劇，1438年佔領博拉奇要塞，1439年再下茲沃爾尼克與斯雷布雷尼察。同年底，斯梅代雷沃投降，塞爾維亞淪為鄂圖曼行省。專制君主杜拉德·布蘭科維奇被迫逃往其匈牙利領地。1440年，穆拉德圍攻匈牙利邊境要塞貝爾格勒失敗，隨後為應對卡拉曼侯國於安那托利亞的攻擊而返回本土。
與此同時，西吉斯蒙德的繼任者阿爾布雷希特於1439年10月逝世，他先前簽署的一項法令試圖「恢復王國的古法與傳統」，限制了王權，要求土地貴族參與政治決策。四個月後，其遺腹子拉迪斯拉斯·波斯圖穆斯出生，而匈牙利正陷入王位爭奪的內戰。1440年7月17日，波蘭國王瓦迪斯瓦夫三世在爭議中加冕為匈牙利國王。
匈雅提·亚诺什協助瓦迪斯瓦夫平定東部地區，並因此獲任為特蘭西瓦尼亞納多爾，負責守衛匈牙利南部邊境。至1442年底，瓦迪斯瓦夫已穩固其統治地位，並拒絕鄂圖曼方面提出以貝爾格勒換取和平的提議。
天主教會長期呼籲對抗鄂圖曼帝國的十字軍行動。隨著匈牙利與拜占庭帝國內戰的結束，東征的規劃逐漸具體化。推動這一行動的關鍵人物為匈雅提。1441年，他擊敗斯梅代雷沃總督伊沙克帕夏；1442年3月22日於特蘭西瓦尼亞重創梅齊德貝伊軍隊；同年9月，又擊敗魯米利亞總督希哈貝丁帕夏的報復行動。 期望重建塞爾維亞的布蘭科維奇亦參與反抗，因為其最後一座主要城市新布羅多於1441年淪陷。

## 十字軍行動

### 初期戰鬥
1443年1月1日，教宗恩仁四世頒布了一道十字軍詔書。同年5月初，據報「土耳其人情勢不利，將其驅逐出歐洲應當不難」。1443年棕枝主日，在布達召開的議會上對蘇丹穆拉德二世正式宣戰。年輕的國王率領由約四萬人組成的軍隊（大多為馬扎爾人），由匈雅提擔任副手，越過多瑙河，攻下尼什與索菲亞。
十字軍由瓦迪斯瓦夫三世、匈雅提與布蘭科維奇共同領導，於10月中旬發起進攻。他們預測穆拉德無法迅速動員軍隊，因其軍隊主要由領有采邑的騎兵（蒂馬里奧特）組成，這些人需先完成秋收以繳納稅款。匈雅提在1441－1442年間進行冬季戰爭的經驗也為匈牙利人帶來優勢。此外，十字軍擁有更好的盔甲，使鄂圖曼的武器時常無效。穆拉德無法完全信任來自魯米利亞的部隊，並且難以應對匈牙利人的戰術。

### 尼什战役
在尼什之戰中，十字軍獲得勝利，迫使魯米利亞的卡西姆帕夏與其副指揮官圖拉漢貝伊撤退至位於保加利亞的索菲亞，以警告穆拉德入侵消息。然而，兩人在撤退途中採用焦土政策，焚毀沿途村莊，意圖拖慢十字軍的進軍速度。抵達索菲亞後，他們建議蘇丹焚毀該市並撤退至山間隘口，以便使鄂圖曼軍隊規模較小的劣勢不至於明顯。

### 兹拉蒂察戰役
不久後，嚴寒天氣來襲。1443年12月12日，雙方在大雪覆蓋的兹拉蒂察隘口交戰。在此之前，十字軍未曾遭遇規模可觀的鄂圖曼軍隊，只遇到沿路至阿德里安堡的各城駐軍。直到兹拉蒂察，他們才遭遇部署嚴密且防守有利的鄂圖曼主力，並最終戰敗。
然而，在撤退途中，十字軍於庫諾維察戰役中設伏並擊敗了追擊的鄂圖曼軍隊，俘虜了蘇丹的女婿、大維齊爾钱达尔勒·哈利勒帕夏的弟弟馬哈茂德貝伊。 戰後四日，基督教聯軍抵達普羅庫普列。布蘭科維奇提議瓦迪斯瓦夫與匈雅提在塞爾維亞的堡壘中過冬，待1444年春再度進攻鄂圖曼，惟該提案遭拒。 到1444年1月底，兩人的軍隊抵達貝爾格勒，2月抵達布達，受到凱旋歡迎。
儘管兹拉蒂察戰役是一場敗仗，庫諾維察的伏擊成功使十字軍形成整體勝利的印象。國王與教會皆極力維持此說法，命人散播勝訊，並否認失敗的傳聞。
穆拉德方面對部隊的不忠與失利感到憤怒與沮喪，將責任歸咎於圖拉漢，並將其監禁。

### 和平談判

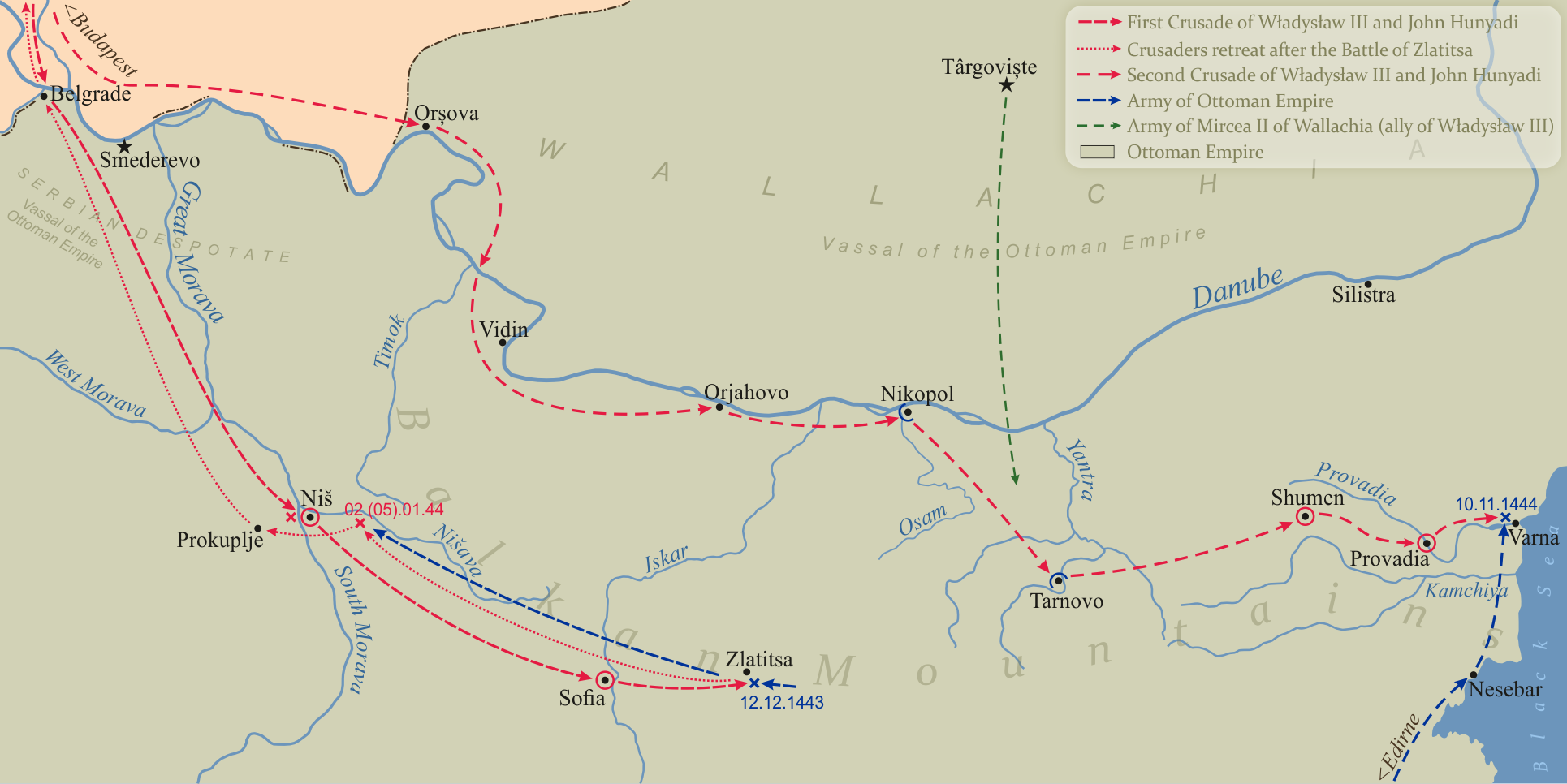
瓦迪斯瓦夫三世與匈雅提·亚诺什之十字軍行動路線圖

穆拉德被認為是最渴望和平的一方。他的維齊爾之妹懇求蘇丹營救她的丈夫馬哈茂德貝伊，而穆拉德的王后、杜拉德·布蘭科維奇之女瑪拉也對其施壓。1444年3月6日，瑪拉派遣使者前往会见布蘭科維奇，開啟了與鄂圖曼帝國的和平談判。
1444年4月24日，瓦迪斯瓦夫致信穆拉德，稱其使節斯托伊卡·吉斯達尼奇已被授予全權前往埃迪爾內展開談判。他要求穆拉德在達成協議後，派使節將條約與誓言送至匈牙利，以便自己也進行宣誓。
同日，瓦迪斯瓦夫在布達召開議會，於會上向枢机儒利安·切薩里尼發誓，將於夏季再度出征鄂圖曼。而拉迪斯拉斯·波斯圖穆斯王位主張的最強支持者亦同意休戰，消除了內戰風險。
自6月至8月，條約談判先於埃迪爾內進行，後轉至塞格德。然而十字軍方面並不真正希望和平，尤其是在切薩里尼的鼓動下。最終枢机提出一個可同時履行條約並持續戰爭的折衷方案，於1444年8月15日，雙方正式簽署塞格德和約。

### 最終階段
條約短期條件完成後不久，匈牙利與其盟友即重新發動十字軍。瓦迪斯瓦夫召集一支以匈牙利正規軍為主，輔以波蘭、特蘭西瓦尼亞、克羅地亞、波斯尼亞王國、西歐重騎兵與東歐傭兵組成的部隊。 聯軍兵力約為1萬6千人，另於尼科波利斯附近加入了4,000名瓦拉幾亞人。 簽署和約後退位的穆拉德被召回以領導鄂圖曼軍隊。1444年11月10日，雙方於瓦爾納（保加利亞黑海沿岸要塞）爆發瓦爾納戰役。儘管付出重大代價，鄂圖曼仍獲得決定性勝利。十字軍方面瓦迪斯瓦夫國王战死沙场，並損失逾15,000人。